# Jan Monchaux
Jan Monchaux (Blois, 4 de junio de 1978) es un ingeniero francés, director técnico de Alfa Romeo Racing desde julio de 2019.

## Biografía
Monchaux se graduó en aerodinámica en la Escuela Nacional de Aerodinámica de Toulouse y también estudió en el Imperial College de Londres. Comenzó su carrera en la Fórmula 1 en 2002 para Toyota, donde fue responsable de aerodinámica hasta 2009, concentrando su trabajo en la antigua base del equipo en Colonia. Entre enero de 2010 y diciembre de 2012, Monchaux trabajó en Ferrari, como gerente en el departamento de aerodinámica. A principios de 2013 se incorpora a Audi, como jefe del departamento de aerodinámica y permanece allí hasta que, en abril de 2018, se anuncia su traslado a Sauber (que luego se convierte en Alfa Romeo), donde se convierte en jefe de aerodinámica del equipo suizo. El 17 de julio de 2019, Alfa Romeo Racing anunció que Monchaux reemplazaría a Simone Resta como director técnico del equipo.